# Steve Bryan
Steve Bryan (Katy, 10 agosto 1970) è un ex tennista statunitense.

## Carriera
Si fa notare una prima volta nel Los Angeles Open 1991 dove riesce ad avanzare fino ai quarti di finale eliminando la sesta testa di serie, l'australiano Todd Woodbridge, prima di venire sconfitto da Brad Gilbert. Due anni dopo supera le qualificazioni per il Super 9 di Cincinnati e nel tabellone principale sorprende sia l'olandese Richard Krajicek che l'ucraino Andrij Medvedjev (entrambi teste di serie) per poi venire sconfitto agevolmente da Pete Sampras in due set.
Nei tornei dello Slam il risultato migliore è stato il terzo turno agli Australian Open 1996 dove vince il primo set contro Agassi per poi arrendersi alla rimonta del Kid di Las Vegas.
La sua migliore posizione in classifica è stata l'ottantesima raggiunta nel giugno 1994, nei tornei minori ha conquistato due Challenger sul cemento statunitense.

## Statistiche

### Tornei minori

#### Singolare

##### Vittorie (2)
| Legenda tornei minori |
| Challenger (2)        |
| Futures (0)           |

| N. | Anno | Torneo                                | Superficie | Avversario in finale | Punteggio |
| 1. | 1994 | Indian Wells Challenger, Indian Wells | Cemento    | Olivier Delaître     | 6–3, rit. |
| 2. | 1996 | Lexington Challenger, Lexington       | Cemento    | Nicola Bruno         | 6–2, 6–4  |